# پاترشیا الیس
پاترسیا الیس (انگلیسی: Patricia Ellis؛ ۲۰ مهٔ ۱۹۱۶ – ۲۶ مارس ۱۹۷۰) یک هنرپیشه اهل ایالات متحده آمریکا بود.
از فیلم‌ها یا برنامه‌های تلویزیونی که وی در آن نقش داشته است، می‌توان به احمق‌ها و پُر مشغله اشاره کرد.